# Fosta mănăstire Cașin
Fosta mănăstire Cașin a fost ridicată în 1655 de voievodul Gheorghe Ștefan. Este asemeni bisericii Golia din Iași ca plan și dimensiuni, dar formele sunt simplificate. Clădirea era înconjurată de case domnești și de un zid de piatră cu turnuri ca de cetate, fiind concepută ca loc de apărare. Marele cutremur din 1802 a avariat-o grav; mănăstirea a fost reparată de egumenul grec Ierotei, iar între 1836-1839 de egumenul Isaaia din Constantinopol. 
Distrusă din ordinul turcilor la 1717, apoi de cutremurul din 1802, mănăstirea a fost de mai multe ori refăcută. Biserica, sfințită în 1657, a fost restaurată în 1806, 1892, 1895-1907. După ce a ars în 1920 a fost reparată în 1926, 1959, 1980 și pictată în 1992.
În prezent, biserica mănăstirii împreună cu alte construcții sunt clasate ca ansamblu de monumente istorice. În Repertoriul Arheologic Național, monumentul apare cu codul 23458.01.
Ansamblul este format din șase monumente:
- Biserica „Sf. Voievozi” (cod LMI BC-II-m-A-00856.01)
- Ruinele casei domnești a lui Gheorghe Ștefan (cod LMI BC-II-m-A-00856.02)
- Ruine școala domnească (cod LMI BC-II-m-A-00856.03)
- Ruine chilii (cod LMI BC-II-m-A-00856.04)
- Turn clopotniță (cod LMI BC-II-m-A-00856.05)
- Zid de incintă (cod LMI BC-II-m-A-00856.06)

## Galerie

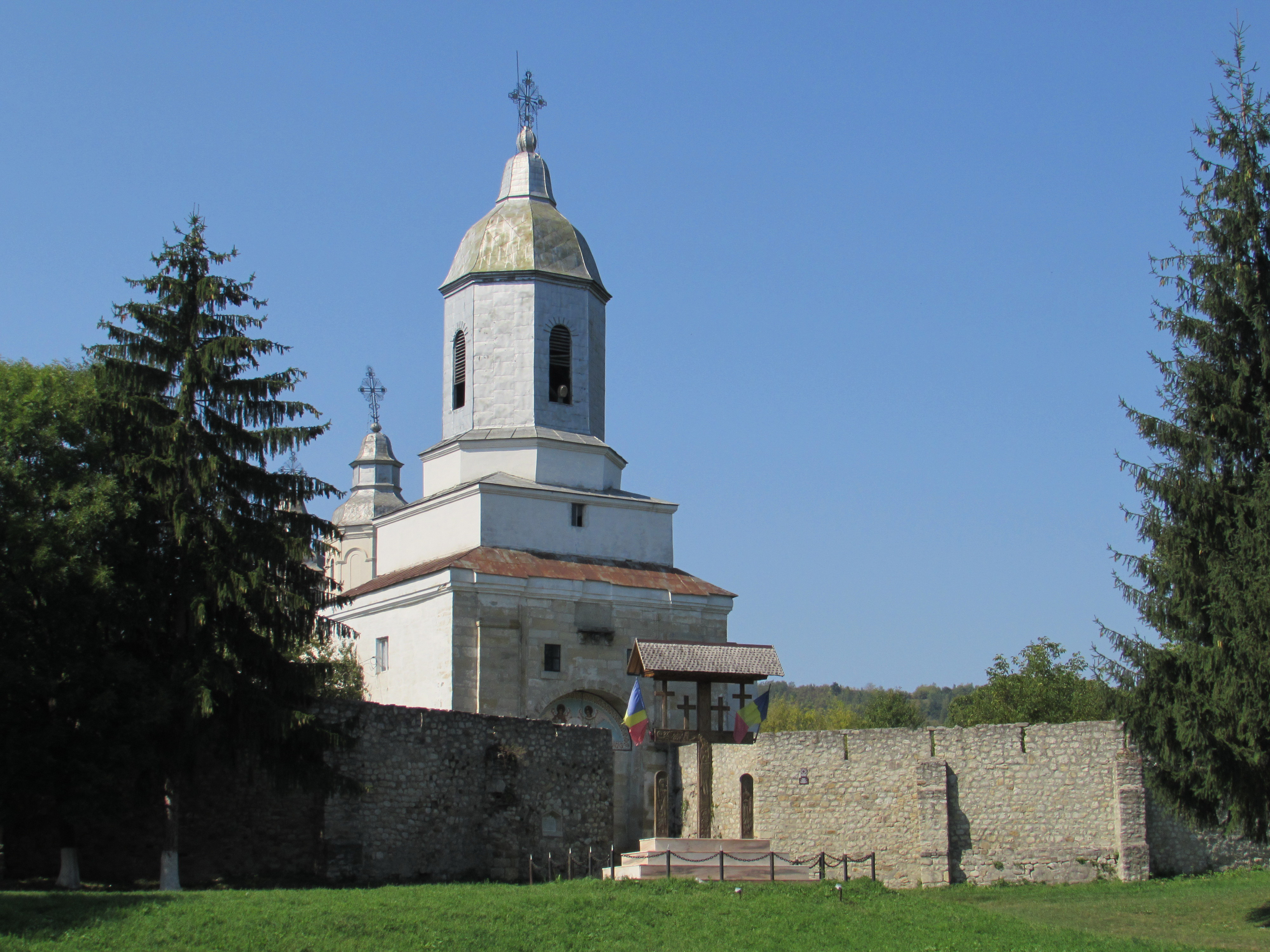
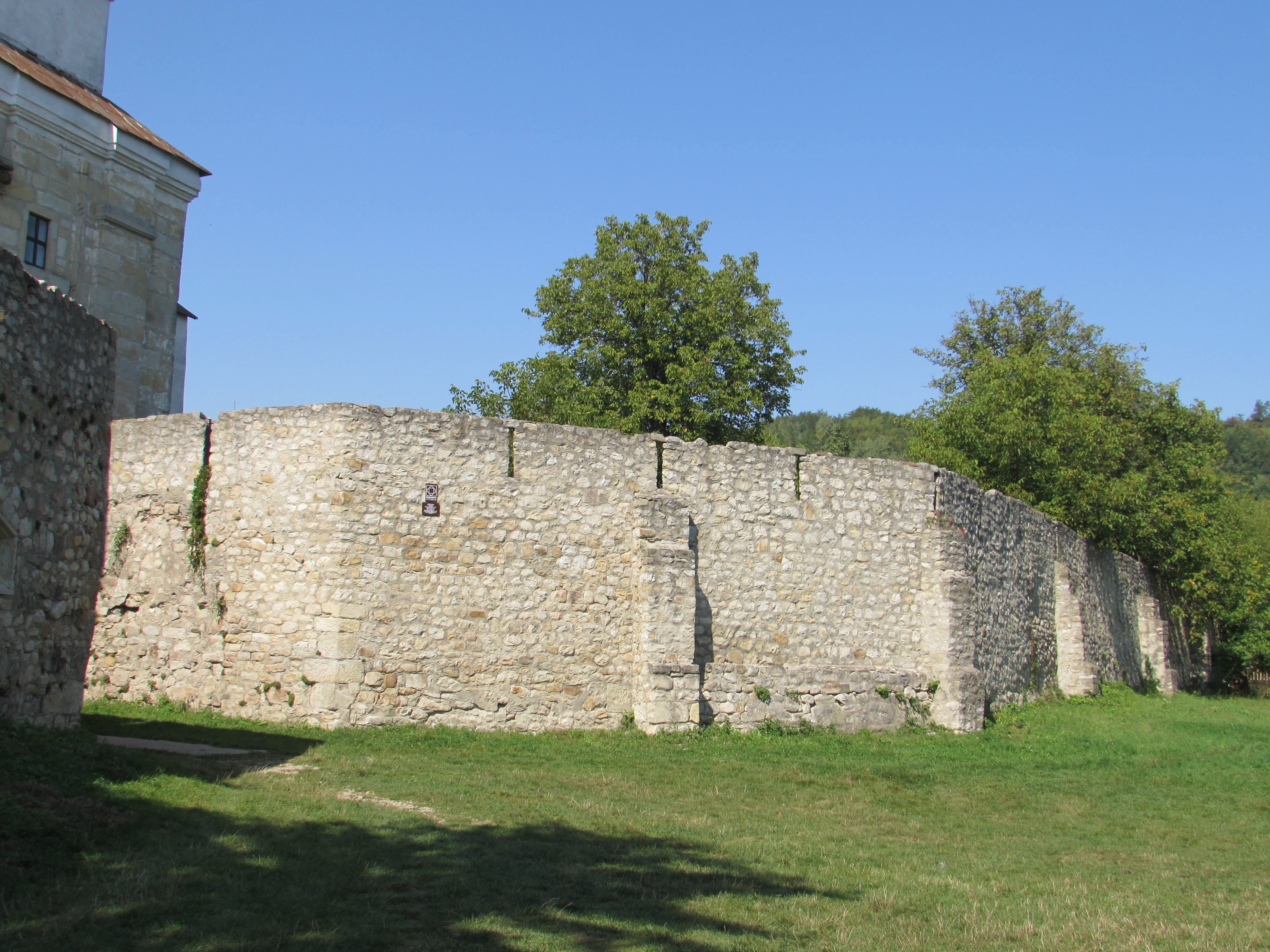
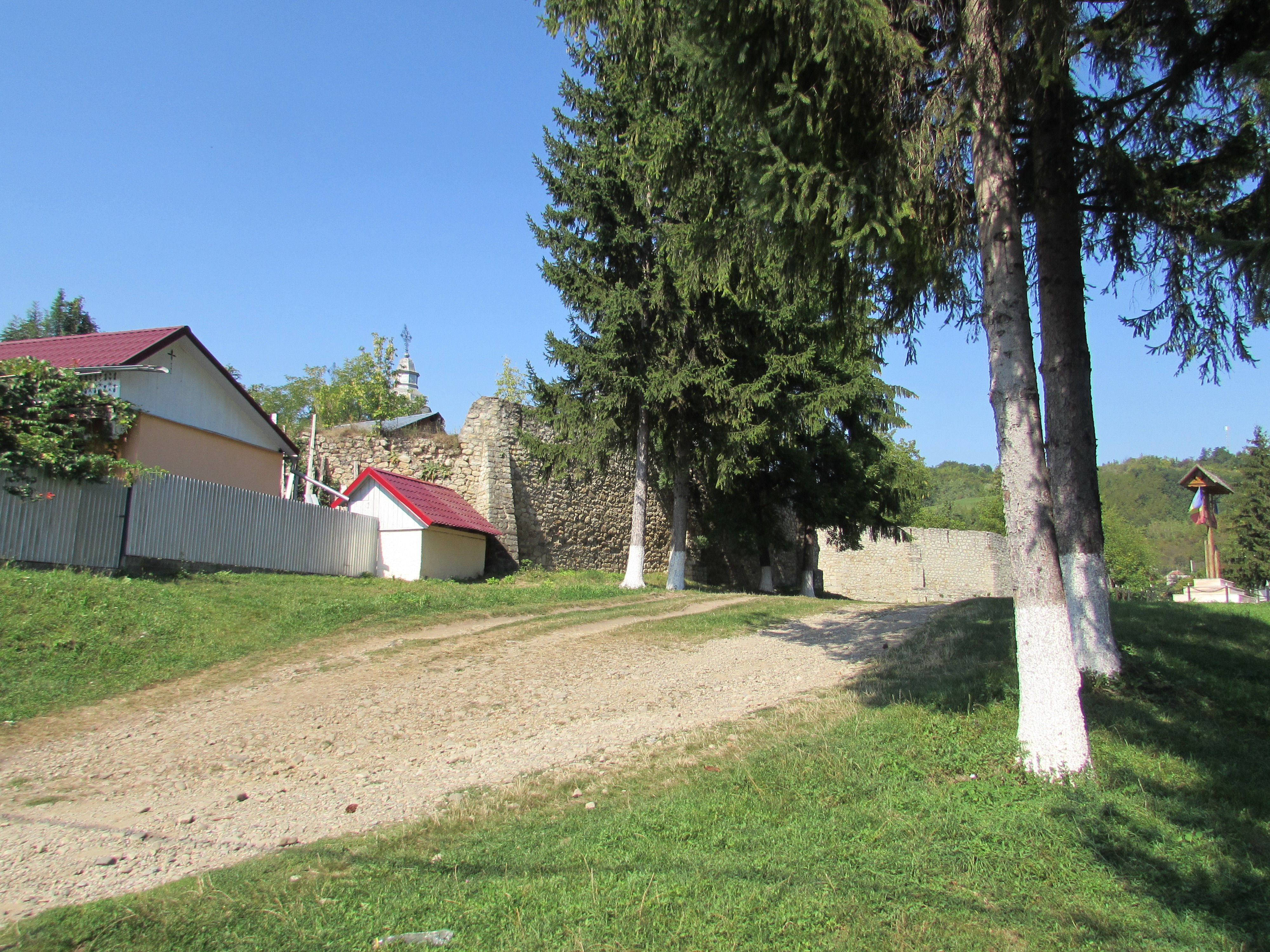
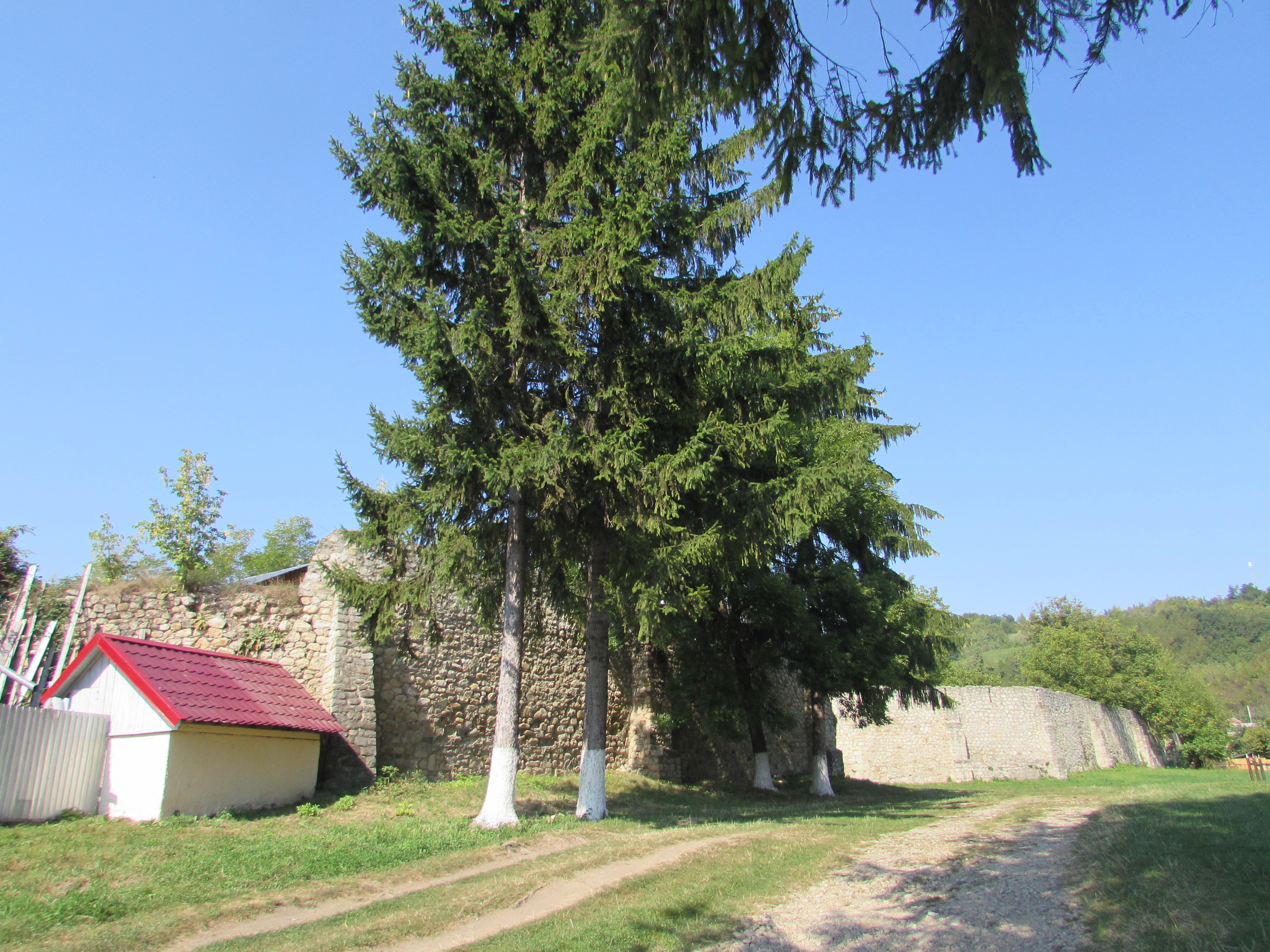
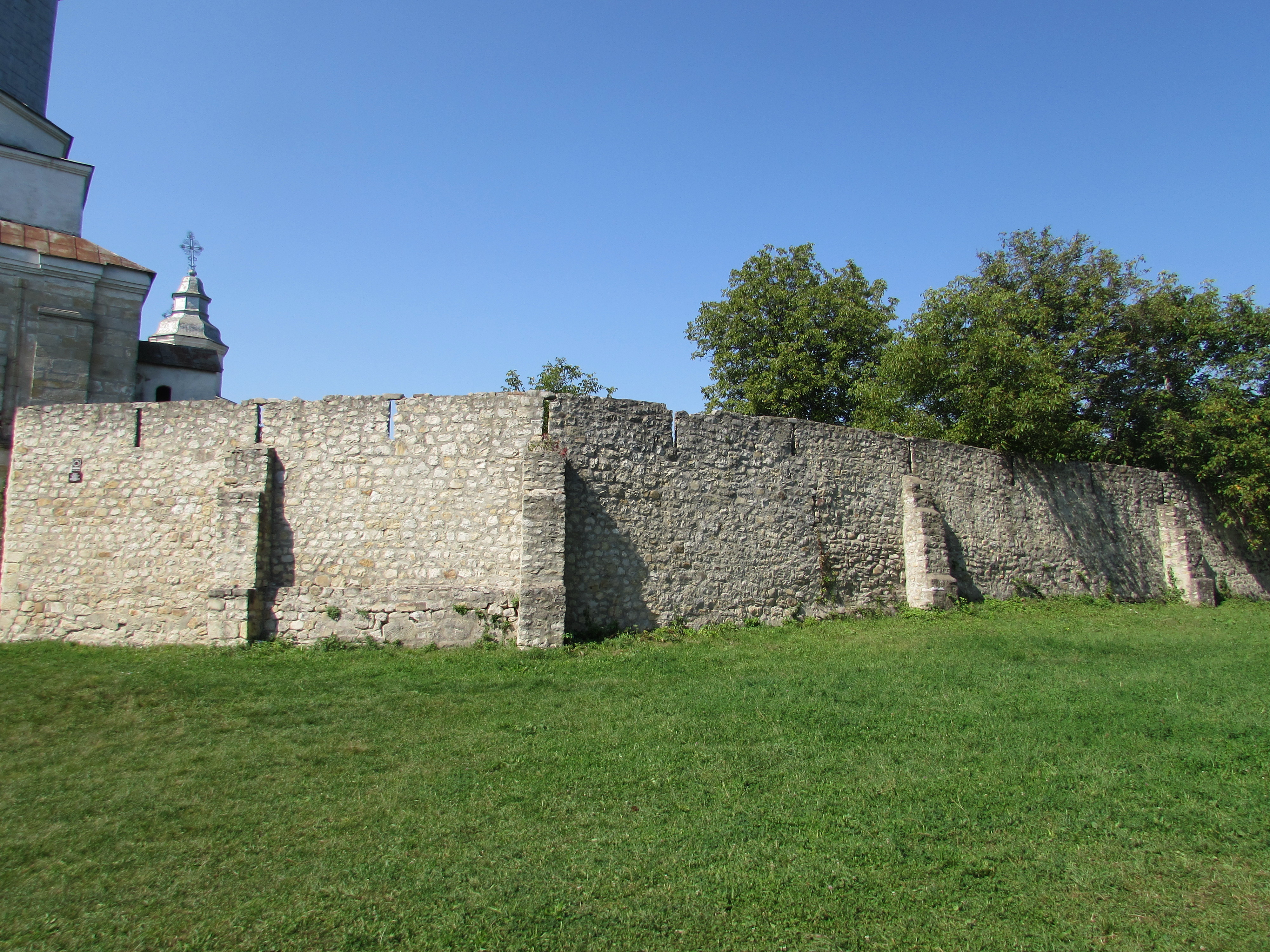
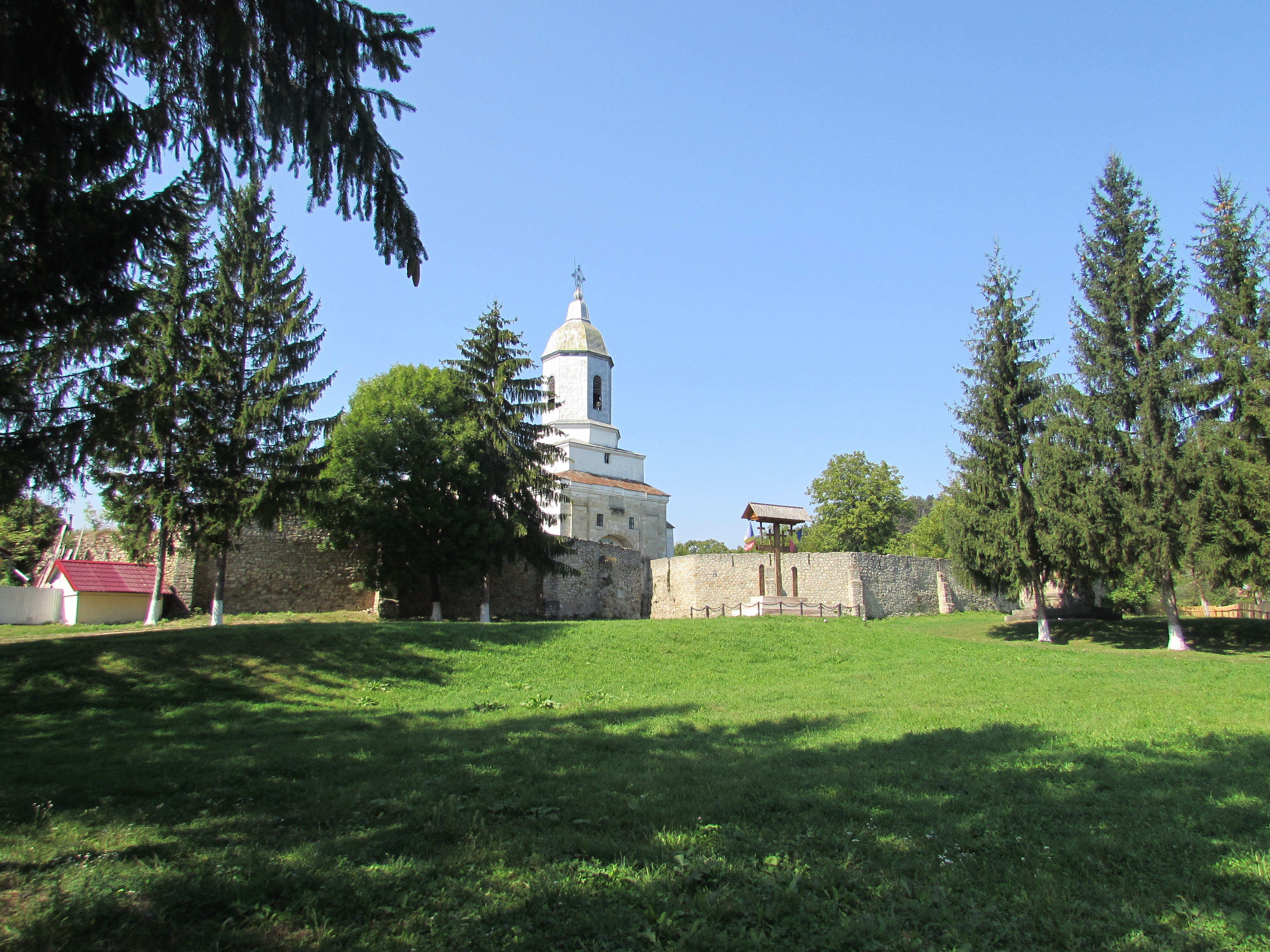
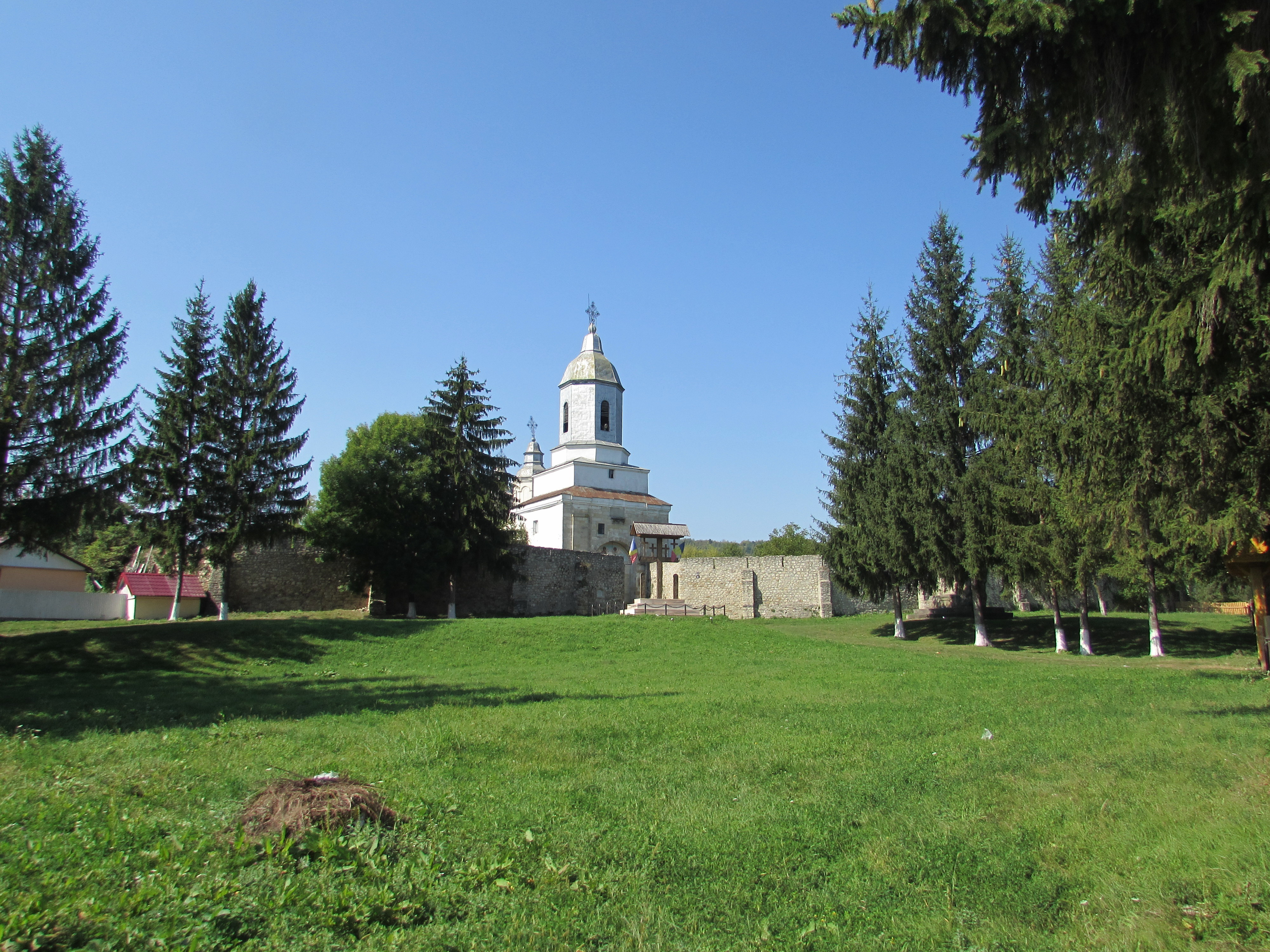
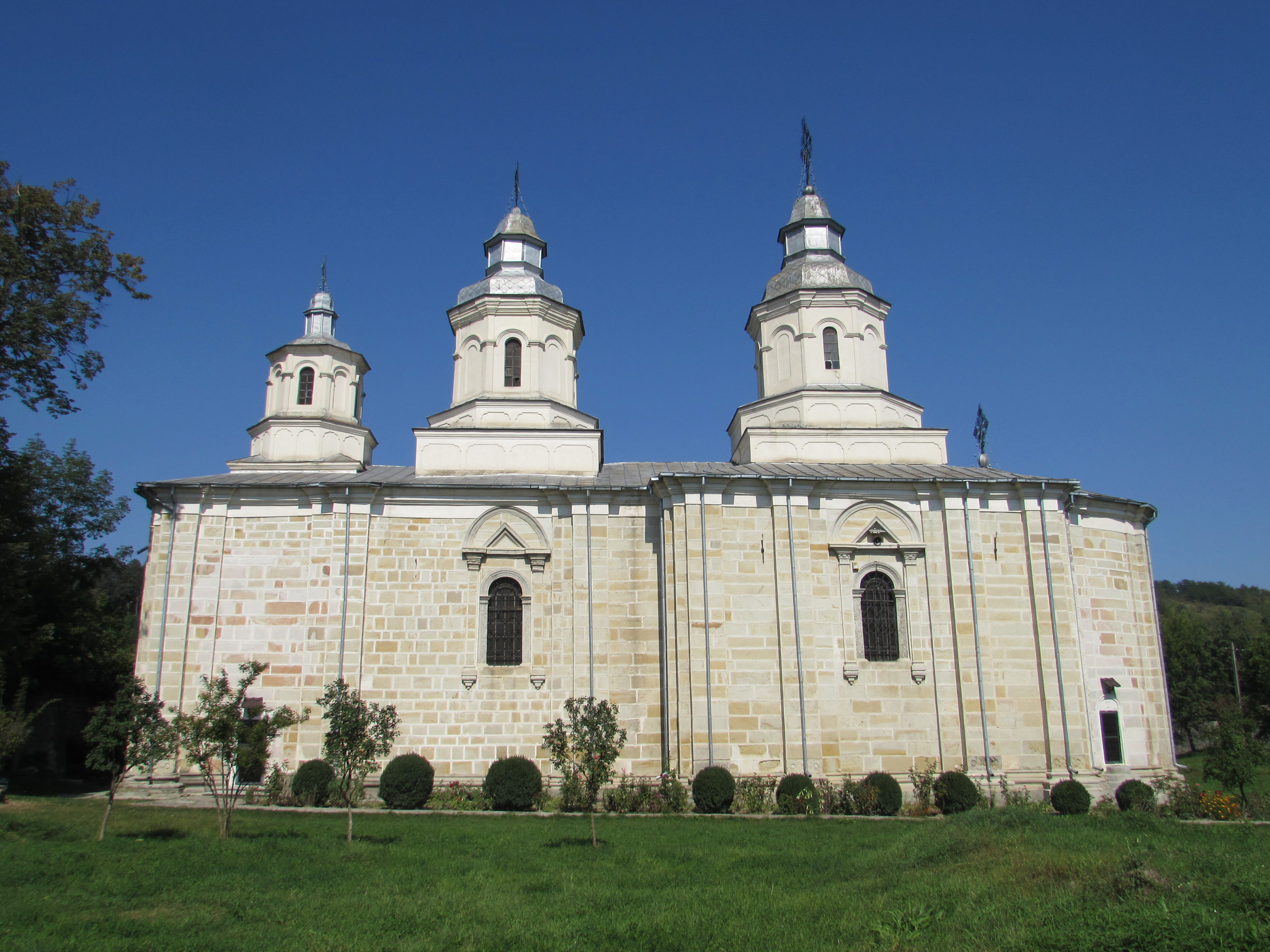
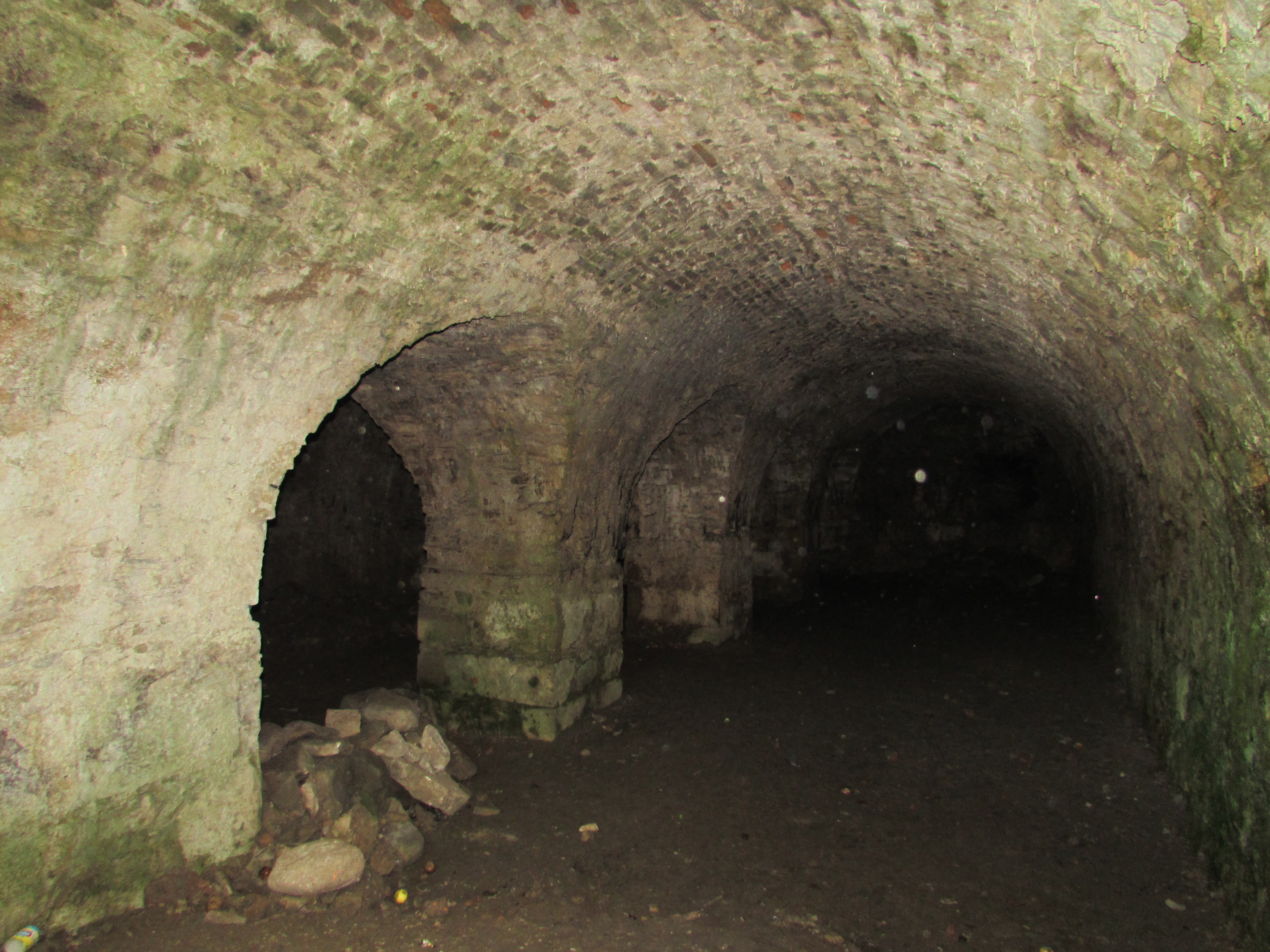